# Spoorlijn Bützow - Rostock
De spoorlijn Bützow - Rostock is een Duitse spoorlijn gelegen in de deelstaat Mecklenburg-Voor-Pommeren en is als DB 6446 onder beheer van DB Netze.

## Geschiedenis
Het traject werd door de Mecklenburgische Eisenbahngesellschaft 12 juli 1848 geopend.
Op 13 mei 1850 werd het tweede spoor geopend.

## Treindiensten

### DB
De Deutsche Bahn verzorgt het personenvervoer op dit traject met RE / RB treinen.

#### S-Bahn van Rostock
De S-Bahn, meestal de afkorting voor Stadtschnellbahn, soms ook voor Schnellbahn, is een in Duitsland ontstaan (elektrisch) treinconcept, welke het midden houdt tussen de Regionalbahn en de Stadtbahn. De S-Bahn maakt meestal gebruik van de normale spoorwegen om grote steden te verbinden met andere grote steden of forensengemeenten. De treinen rijden volgens een vaste dienstregeling met een redelijk hoge frequentie.
Op dit traject rijdt de volgende lijn van de S-Bahn van Rostock:
- S2 Warnemünde ↔ M.- Güstrow: Warnemünde -Warnemünde Werft - R.-Lichtenhagen - R.-Lütten Klein - R.-Evershagen - R.-Marienehe - R.-Bramow - R.-Holbeinplatz - R.-Parkstraße - Rostock Hauptbahnhof - Papendorf - Pölchow - Huckstorf - Schwaan - Mistorf - Lüssow - Güstrow

## Aansluitingen
In de volgende plaatsen was of is er een aansluiting van de volgende spoorwegmaatschappijen:

### Bützow
- Lübeck - Strasburg, spoorlijn Lübeck - Strasburg

### Schwaan
- Spoorlijn Güstrow - Schwaan, spoorlijn tussen Güstrow en Schwaan

### Rostock
- Rostock - Stralsund, spoorlijn tussen Rostock en Stralsund
- Lloydbahn, spoorlijn tussen Warnemünde en Neustrelitz
- Rostock - Tribsees / Tessin, spoorlijn tussen Bahnstrecke Rostock en Tribsees / Tessin
- Wismar-Rostocker Eisenbahn spoorlijn tussen Wismar en Rostock